# Fahrt zur Hölle, ihr Halunken
Fahrt zur Hölle, ihr Halunken (Originaltitel: Gli specialisti) ist ein Italowestern von Sergio Corbucci aus dem Jahr 1969. Die italienisch-französische Koproduktion hatte, erheblich gekürzt, am 10. April 1970 ihre deutsche Erstaufführung. Der Film lief in der Deutschland auch unter dem Titel Die Spezialisten. Die Außenaufnahmen für diesen Italowestern wurden in Cortina d’Ampezzo gedreht.

## Handlung
Der Einzelgänger Hud (in der deutschen Synchronfassung: Brad) kommt in die Stadt Blackstone, wo sein Bruder Charlie zu Unrecht der Unterschlagung von Bankeinlagen bezichtigt und gelyncht wurde. Hud möchte seinen Bruder rächen und sich das Geld beschaffen. Er rettet eine Gruppe früher Hippies und gerät auf der Suche nach den Mördern seines Bruders in Konflikt mit den Mächtigen der Stadt, der Gangstertruppe um den Tagebuch schreibenden El Diablo und ebendiesen Hippies. Hud muss El Diablo, mit dessen Hilfe er sich zunächst an die Aufgabe gewagt hat, im Verlauf seiner Ermittlungen töten; schließlich findet er das Geld – den Auslöser für die Lynchjustiz an seinem Bruder – und auch die wahre Schuldige, die Witwe Pollycut, die das Städtchen Blackstone ausgeplündert hat.

## Kritiken
- „Eine geballte Enttäuschung – nicht dass er [der Film] schlecht wäre, aber man wartet bei Corbucci doch immer auf etwas Besonderes, und das bleibt (...) einfach aus“[2]
- „Relativ schwacher Hippie-Western mit einem völlig fehlbesetzten Johnny Hallyday, den auch die Mitwirkung von Adorf nicht retten kann.“[3]
- „Italo-Western von schonungsloser Brutalität.“ – Lexikon des internationalen Films[4]
- „Brutaler und zynischer Italo-Western, der eindeutig der Verherrlichung der Gewalt dient.“[5]